# Česká provincie Tovaryšstva Ježíšova
Česká provincie Tovaryšstva Ježíšova je jedna z provincií jezuitského řádu působící v českých zemích. Organizačně náleží do jezuitské asistence (uskupení více řádových provincií) s označením „Východní Evropa“ společně s provinciemi slovenskou, polskou, ruskou, rumunskou, chorvatskou a slovinskou.

## Historie řádu v českých zemích

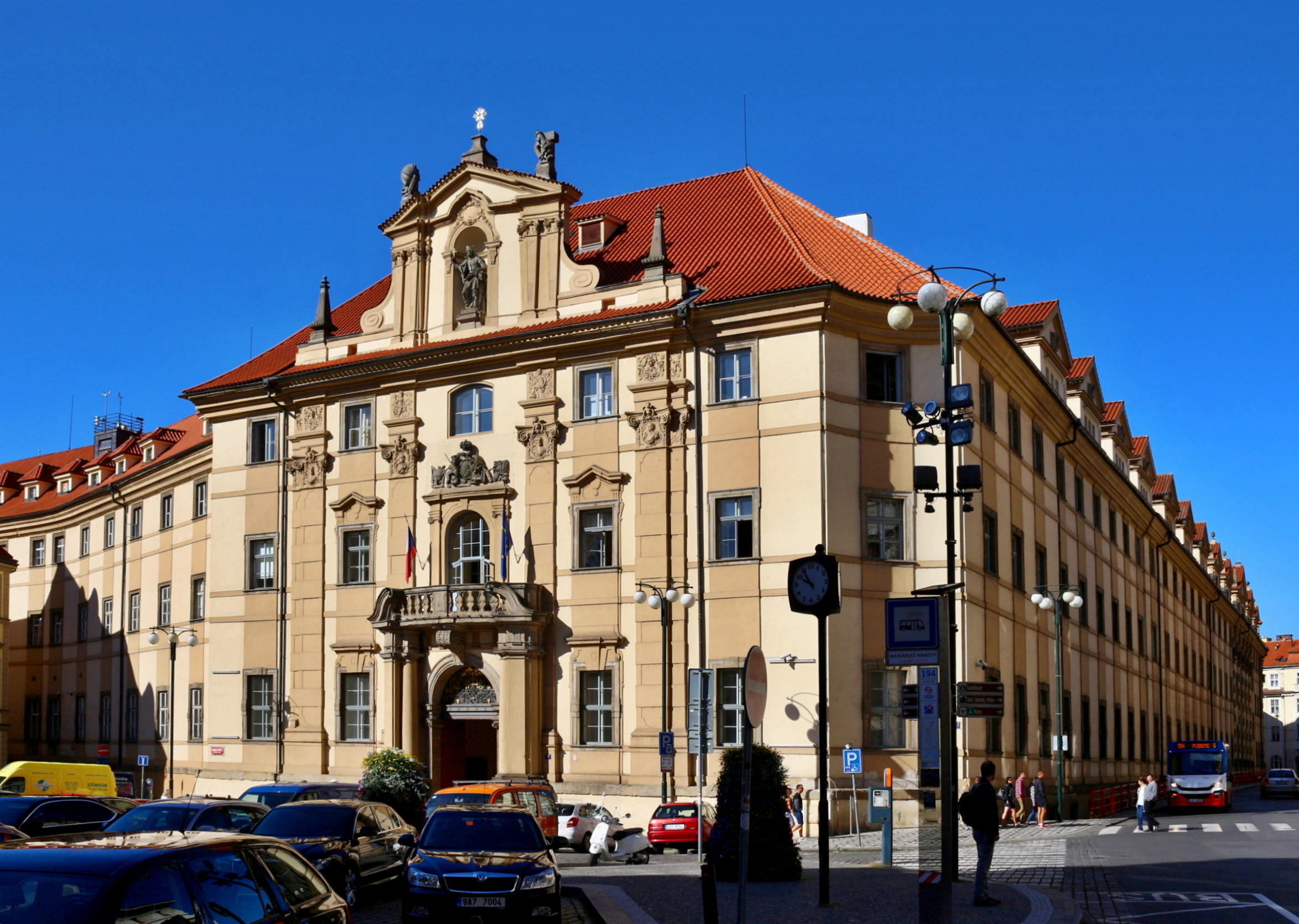
Klementinum, první české sídlo jezuitů

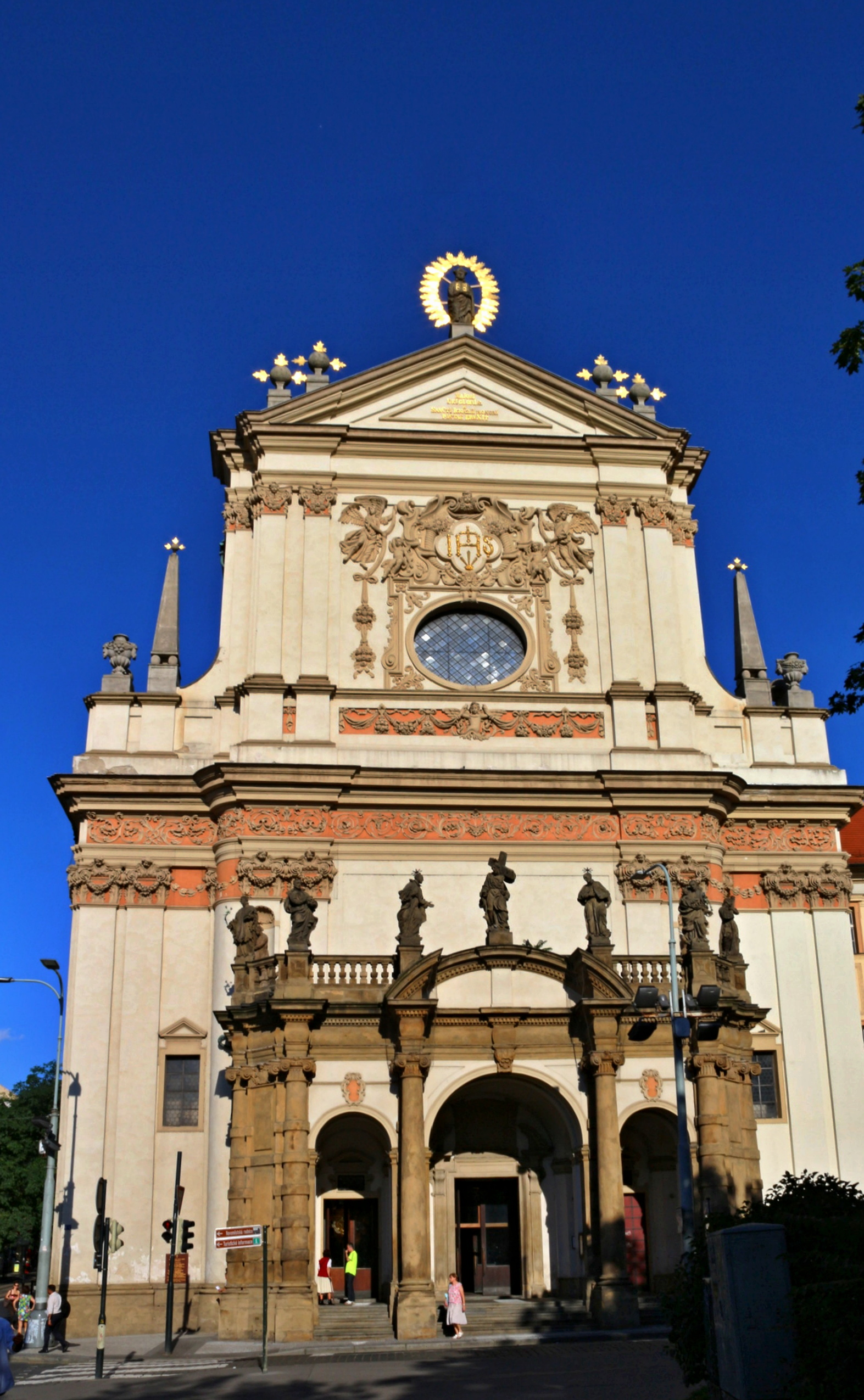
Řádový kostel sv. Ignáce z Loyoly na Karlově náměstí v Praze

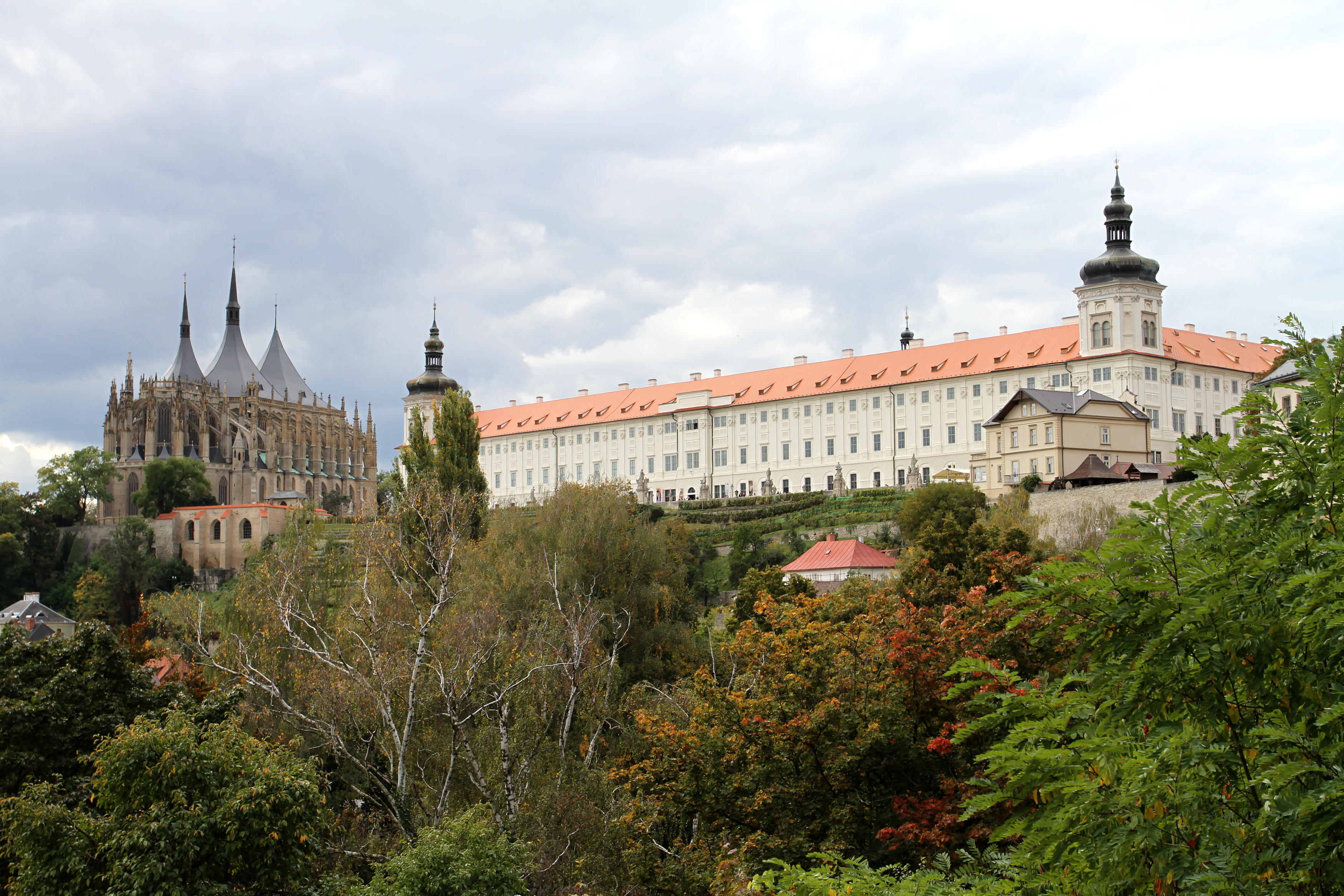
Jezuitská kolej v Kutné Hoře

Do českých zemí, konkrétně do Prahy, přišli jezuité z Vídně v dubnu roku 1556. Podnětem k jejich příchodu byl dopis, který roku 1554 poslala Ignáci z Loyoly česká katolická strana. Určitá jednání s ním vedl i král Ferdinand I.
Jezuité v českých zemích působili do roku 1618. Poté byli vykázáni nekatolíky, ale nazpět se vrátili již roku 1620 po bitvě na Bílé hoře. Jezuité prováděli takzvané vnitřní misie, jejichž cílem byla rekatolizace. Jejich působení bývá vnímáno rozporně. Podporovali vzdělanost a zakládali školy (základní, střední), které měly přiměřenou úroveň vzdělání, na druhé straně v těchto školách neexistovala svoboda vyznání a byla praktikována i cenzura části česky, německy, latinsky a francouzsky psané literatury, včetně fyzické likvidace knih. Příkladem může být dílo Jana Amose Komenského, z nějž mohly být (po cenzurních úpravách) vydávány pouze některé učebnice. Mnoho faktů o fungování jezuitské cenzury v českých zemích bylo ovšem díky různým politickým tlakům a aktuálním náladám ve společnosti také často zkreslováno a zjednodušováno (vizte případ pátera Koniáše). Česká společnost na tento řád pohlížela spíše negativně a tento náhled dosud přetrvává.
21. dubna roku 1556 přišli z Vídně do Prahy první jezuité pod vedením teologa německé provincie, Petra Canisia. Bylo jich 12 a založili první kolej na Starém Městě pražském, respektive západní křídlo později dostavěného areálu. V koleji, která byla po dostavbě pojmenována Klementinum, řád zřídil ještě téhož roku gymnázium a akademii v níž byly konány přednášky a zkoušky z filosofie a teologie. Teprve roku 1563 vznikla provincie rakouská. Roku 1562 dal král koleji právo udílet z těchto věd doktorské grady, čímž ji postavil na úroveň univerzity. Vyučovacím jazykem byla zprvu latina, poté němčina. Po odchování českých příslušníků řádu se výuka v základním školství počeštila. Pražské působení jezuitů se po polovině 17. století rozšířilo vybudováním druhé – novoměstské koleje (Profesní dům) s kostelem sv. Ignáce, a třetí – malostranské koleje při kostele sv. Mikuláše; pro vysokoškolské studenty sloužil také staroměstský konvikt s kostelem sv. Bartoloměje.
Postupně byly zakládány jezuitské koleje v Březnici, Jičíně, Klatovech (1636), Litoměřicích, Plzni, Českém Krumlově, Jindřichově Hradci, Chomutově, Kladsku, Telči, Olomouci, Brně, Jihlavě, Znojmě, Uherském Hradišti a Opavě. Jezuité se angažovali v kazatelské činnosti, která byla (stejně jako výuka) nejprve v řeči latinské a německé, posléze také české. Po bitvě na Bílé hoře byly hlavní náplní činnosti řádu v Českých zemích liturgie a školství, jako hlavní nástroje potridentské rekatolizace. Roku 1622 byla Tovaryšstvu Ježíšovu v Praze svěřena výuka na Karlově univerzitě, dále pokračovala činnost ve školství, vědách, umění a kultuře. Při kolejích byla zakládána studentská divadla a byla při nich organizována náboženská bratrstva laiků, zvaná mariánské družiny.

## Shrnutí
1556 – Příchod jezuitů za panování Ferdinanda I. po nástupu Habsburků na český trůn.
1773 – Došlo k rušení klášterů josefinskými reformami, tomu předcházelo vydání tolerančního patentu Josefem II. Následovalo osvícenství. Vliv jezuitů na univerzitách byl omezen už školskými reformami Marie Terezie, kdy zde začali působit i profesoři z jiných řeholí. Marie Terezie se přestala jezuitů zastávat (u papeže Klementa XIV.) proto, aby neohrozila sňatek své dcery Marie Antonie s následníkem francouzského trůnu. V roce zrušení řádu, tj. 1773, době měla jezuitská velmoc v Čechách a na Moravě:
- 1200 členů
- 32 sídel
- 20 středních škol
- 2 univerzity (olomouckou a pražskou)

1814 – v době národního obrození se jezuité vrátili s nimbem mučedníků.

## České jezuitské fundace
V českých zemích v současné době působí řádové domy České provincie Tovaryšstva Ježíšova dnes v Brně, Děčíně, Olomouci a Praze a na moravských poutních místech Hostýn a Velehrad, dále pak existuje společný česko-slovenský noviciát v Ružomberku.
koleje (i zaniklé)
- Klementinum
- Novoměstská kolej
- Kutná Hora
- Jičín
- Litoměřice
- Chomutov
- Olomouc
- Brno
- Opava
- Český Krumlov
- Děčín
- Benešov – filozofie
- Trnava – teologie

gymnázia - školy a internáty vedené jezuity
- Praha-Bubeneč
- Velehrad

„exerciční domy“
- Český Těšín
- Hostýn
- Kolín

## Významné osobnosti české provincie
- Petr Canisius (1521–1597), teolog a kazatel
- Martin Středa (1587–1649), teolog a historik
- Bedřich Bridel (1619–1680), spisovatel a misionář
- Bohuslav Balbín (1621–1688), spisovatel, historik a pedagog
- Jan Tanner (1623-1694), spisovatel a duchovní
- Jakub Kresa (1648–1715), matematik
- Samuel Fritz (1654–1725), cestovatel a misionář
- Antonín Koniáš (1691–1760), spisovatel a duchovní
- Josef Dobrovský (1753–1829), lingvista, spisovatel a duchovní
- Adolf Kajpr (1902–1959), novinář a duchovní
- Karl Rahner (1904–1984), filosof, teolog
- František Šilhan (1905–1985), duchovní
- Tomáš kardinál Špidlík (1919–2010), spisovatel a teolog
- Bruno Restel, duchovní
- Leopold Škarek, duchovní
- Milan Glaser, novinář a duchovní
- Josef Horehleď, teolog a duchovní
- prof. Ludvík Armbruster, teolog, filosof, pedagog a duchovní

a další